# 안토니와 클레오파트라
안토니와 클레오파트라(Antony and Cleopatra)는 윌리엄 셰익스피어의 비극 중 하나이다.  1607년에 최초로 공연되었고, 1623년에 처음 출간되었다.
내용은 토머스 노스의 1579년 영어 번역본인 플루타르코스 영웅전을 기초로 하고 클레오파트라와 마크 안토니의 관계에 대한 것이다.  시대적 배경은 악티움 해전 중에 있었던 클레오파트라의 자살사건에 대한 시칠리아 내전이 일어난 때이다. 주요 악역은 시저 옥타비안으로 안토니의 친구 중 한명이다.  이 비극은 주로 로마 공화국과 프톨레마이오스 왕조에서 일어난 일이다.